# اسکار تسایسنر
اسکار تسایسنر (آلمانی: Oskar Zeissner; ۳ نوامبر ۱۹۲۸ – ۱۷ مهٔ ۱۹۹۷) دوچرخه‌سوار اهل آلمان بود. وی در بازی‌های المپیک تابستانی ۱۹۵۲ شرکت کرده است.